# Villosa vibex
Villosa vibex är en musselart som först beskrevs av Conrad 1834.  Villosa vibex ingår i släktet Villosa och familjen målarmusslor. Inga underarter finns listade i Catalogue of Life.